# Leo McKern
Leo McKern, de son vrai nom Reginald McKern, est un acteur australien né le 16 mars 1920 et mort le 23 juillet 2002. Il est apparu dans de nombreuses émissions télévisées britanniques, des films et plus de deux cents pièces de théâtre.

## Biographie

### Ses débuts
Leo Mc Kern naît le 16 mars 1920 à Sydney (Australie). Il est le fils de Véra (née Martin) et Norman Walton McKern. Il est un descendant direct de l'un des deux survivants du massacre de Glencoe (1692).
À l'âge de quinze ans, il perd son œil gauche dans un accident. Il travaille d'abord comme apprenti en ingénierie, puis comme artiste, avant de servir en tant que sapeur dans le corps des Royal Australian Engineers au sein de l'armée australienne durant la Seconde Guerre mondiale. Pendant la guerre, il débute sur scène à Sydney en 1944. 

### Sa carrière
Étant tombé amoureux de l'actrice Jane Holland, McKern part s'installer en Grande-Bretagne où il l'épouse en 1946. Il se produit régulièrement au théâtre Old Vic de Londres ainsi qu'au Shakespeare Memorial Theater (aujourd'hui le Royal Shakespeare Theatre) de Stratford-upon-Avon, malgré les difficultés causées par son œil de verre et son accent australien. En 1949, il interprète Forester dans la pièce Peines d'amour perdues au Old Vic. Son rôle shakespearien le plus notable reste celui de Iago dans l'Othello d'Anthony Quayle en 1952. Dans le West End londonien, il est le premier à jouer l'homme du peuple dans la pièce de Robert Bolt, A Man for All Seasons en 1960, mais il jouera ensuite le rôle du procureur de Sir Thomas More dans la version de Broadway, de même que dans l'adaptation cinématographique. On se souvient également de son rôle de Subtle dans la pièce de Ben Jonson L'Alchimiste en 1962.
Il débute au cinéma en 1952 dans Meurtre dans la cathédrale. Il est également l'un des acteurs principaux du film Help! des Beatles (1965), Un homme pour l'éternité (adaptation de la pièce A Man For All Seasons) en 1966, La Fille de Ryan (1970), La Malédiction (1976), La Maîtresse du lieutenant français (1981). Dans le téléfilm Monsignor Quixote (1985), son personnage de Sancho Zancas donne la réplique à Alec Guinness dans le rôle de Father Quixote. Il est récompensé du Australian Film Institute Award for Best Actor in a Leading Role pour son rôle dans le film Travelling North (1987). 
Il est l'un des « Numéro Deux » dans la série télévisée Le Prisonnier. Il est le seul (avec Colin Gordon) à jouer ce rôle plus d'une fois, d'abord dans Le Carillon de Big Ben, puis dans les deux derniers épisodes de la série, Il était une fois et Le Dénouement. Le tournage de Il était une fois fut particulièrement pénible pour l'acteur et il souffrit d'une crise de nerfs ou d'une crise cardiaque (les témoignages divergent), forçant la production à interrompre le tournage.
En 1975, il apparaît dans ce qui deviendra son rôle le plus célèbre, celui de Horace Rumpole dans la série télévisée Rumpole of the Bailey (en), et ce durant 44 épisodes jusqu'en 1992. L'auteur John Mortimer avait d'abord pensé à l'acteur Alastair Sim pour ce personnage, mais changea d'opinion après l'audition de McKern. Il déclarera : « Il n'a pas seulement interprété le personnage de Horace Rumpole, il l'a étoffé, illuminé, et rendu plus vivant. »
En 1983, il est fait officier de l'ordre d'Australie pour « service rendu aux arts du spectacle ». Il révèle à sa fille Abigail qu'il souffre de plus en plus du trac en vieillissant. Il craint également que sa nature corpulente ne déplaise au public. Ses dernières apparitions sont dans le film Molokai: The Story of Father Damien (1999) et sur scène en 2000. Souffrant de diabète et d'autres problèmes de santé, il s'installe dans une maison de retraite près de Bath en 2002. Il y décède quelques semaines plus tard à l'âge de 82 ans, laissant veuve sa femme Jane et orphelines ses deux filles Abigail et Harriet.
Dans les dernières années de sa vie, il apparaît dans plusieurs publicités pour la Lloyds Bank largement diffusées en Grande-Bretagne et dans lesquelles il interprète un personnage proche de Rumpole.

## Filmographie partielle
- 1952 : Murder in the Cathedral de George Hoellering
- 1955 : All for Mary de Wendy Toye
- 1956 : X l'Inconnu (X the Unknown) de Leslie Norman : inspecteur McGill
- 1957 : Temps sans pitié (Time Without Pity) de Joseph Losey : Robert Stanford
- 1958 : Sous la terreur (A Tale of Two Cities) de Ralph Thomas : l'avocat général à Old Bailey
- 1959 : La Souris qui rugissait (The Mouse That Roared) de Jack Arnold
- 1959 : Fils de forçat (Beyond This Place), de Jack Cardiff : McEvoy
- 1959 : Section d'assaut sur le Sittang (Yesterday's Enemy) de Val Guest : Max
- 1959 : The Running Jumping and Standing Still Film court métrage de Richard Lester : l'homme au gant de boxe
- 1960 : Scent of Mystery de Jack Cardiff : Tommy Kennedy
- 1960 : Jazz Boat de Ken Hughes
- 1961 : Le Jour où la Terre prit feu (The Day the Earth Caught Fire) de Val Guest : Bill Maguire
- 1961 : Mr. Topaze de Peter Sellers
- 1962 : L'Inspecteur (Lisa) de Philip Dunne : Brandt
- 1963 : A Jolly Bad Fellow de Don Chaffey
- 1963 : Docteur en détresse (Doctor in Distress) de Ralph Thomas : Heilbronn
- 1963 : L'Affaire du cheval sans tête (The Horse Without a Head, TV)
- 1963 : Hot Enough for June de Ralph Thomas
- 1964 : King and Country de Joseph Losey
- 1965 : Help! de Richard Lester : le grand prêtre Klang
- 1965 : Les Aventures amoureuses de Moll Flanders de Terence Young : Squint
- 1966 : Un homme pour l'éternité (A Man for All Seasons) de Fred Zinnemann : Thomas Cromwell
- 1968 : Nobody Runs Forever de Ralph Thomas
- 1968 : Services spéciaux, division K (Assignment K) de Val Guest : Smith
- 1968 : Decline and Fall...Of a Bird Watcher de John Krish
- 1968 : Les Souliers de saint Pierre (The Shoes of the Fisherman) de Michael Anderson : le cardinal Leone
- 1970 : La Fille de Ryan (Ryan's Daughter) de David Lean : Thomas Ryan
- 1973 : SS Représailles (Rappresaglia) de George Pan Cosmatos : Gen. Kurt Maelzer
- 1975 : Le Frère le plus futé de Sherlock Holmes (The Adventures of Sherlock Holmes' Smarter Brother) de Gene Wilder : professeur Moriarty
- 1976 : La Malédiction (The Omen) de Richard Donner : Carl Bugenhagen (non crédité)
- 1980 : Le Lagon bleu (The Blue Lagoon) de Randal Kleiser : Paddy Button, le cuisinier
- 1984 : The Chain de Jack Gold
- 1985 : Ladyhawke, la femme de la nuit (Ladyhawke) de Richard Donner : Imperius
- 1987 : Travelling North, de Carl Schultz : Frank

### Télévision
- 1955 : Robin des Bois (série télévisée)
- 1967-1968 : Le Prisonnier (The Prisoner) : Numéro 2 dans les épisodes Le Carillon de Big Ben, Il était une fois et Le Dénouement
- 1975 :

Cosmos 1999 (saison 1) : le compagnon dans l'épisode 21 La Machine infernale
● 1978
(série télévisée) Rumpole of the Bailey 1978 à 1992 
- 1985 : Monsignor Quixote